# 謝里爾斯福德 (北卡羅萊納州)
謝里爾斯福德（英語：Sherrills Ford）是位於美國北卡羅萊納州卡托巴縣的非建制地區。

## 歷史
謝里爾斯福德的郵局自1822年營運至今。

## 地理
謝里爾斯福德所處的海拔為高於海平面273米（即896英呎），而該地所採用的時區為UTC-5，即北美东部时区（EST）。同時該地設有夏令時間，為UTC-5調快一小時，即UTC-4（EDT）。